# Ich war ein Roboter
Ich war ein Roboter är en självbiografisk bok från 1999 av Wolfgang Flür som till stora delar avhandlar hans tid med bandet Kraftwerk som han lämnat ett femtontal år tidigare.
Visst material i boken ledde till att Kraftwerk stämde Flür och processen drogs till domstol. Dock kom parterna överens och i den senare versionen av boken, som på tyska fick tillägget Meine Zeit als Drummer bei Kraftwerk och i sin engelska översättning hette I was a Robot och kom år 2000, saknades vissa bilder och passager som fanns med i den tyska originaltexten.